# Pioneer Day

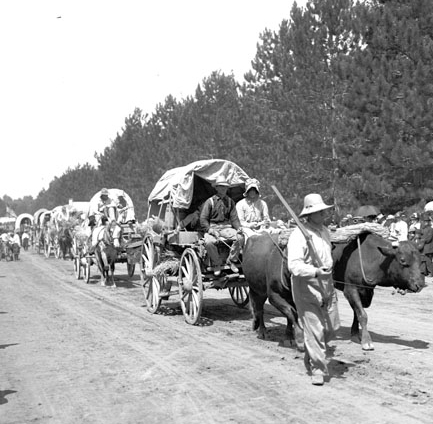
Pioneer-Day-Parade in Salt Lake City, 1912

Pioneer Day ist die Bezeichnung eines offiziellen Feiertags im US-Bundesstaat Utah, der jährlich am 24. Juli begangen wird. Er erinnert an die Ankunft Brigham Youngs, des zweiten Präsidenten der Kirche Jesu Christi der Heiligen der Letzten Tage (Mormonen), und der ersten Gruppe der als mormonische Pioniere bezeichneten Siedler im Salt Lake Valley im Jahr 1847, nachdem sie zuvor die Stadt Nauvoo in Illinois verlassen mussten.
Der Tag wird in Utah und einigen Regionen in angrenzenden Bundesstaaten wie Idaho durch Festumzüge, Feuerwerk, Rodeos und ähnliche Aktivitäten sowie durch Familienfeste gefeiert. Staatliche Institutionen, Bildungseinrichtungen und viele Firmen sind in Utah an diesem Tag geschlossen. Neben der Anerkennung als offizieller Feiertag in Utah ist der 24. Juli ein besonderer Tag für Mitglieder der Kirche Jesu Christi der Heiligen der Letzten Tage. So stellen Kirchenangehörige an diesem Tag den Zug der Mormonenpioniere auf Teilen des Mormon Trail sowie die Ankunft im Salt Lake Valley nach. Darüber hinaus ist der Tag dem Gedenken an alle Menschen gewidmet, die unabhängig von Herkunft, Abstammung und Religion bis etwa 1869, der Ankunft der ersten transkontinentalen Eisenbahn, in das Gebiet des Salt Lake Valley einwanderten.
Erste Feierlichkeiten zur Erinnerung an den 24. Juli 1847 fanden bereits zwei Jahre später statt. Als Feiertag begangen wurde er erstmals im Jahr 1857 sowie, nach Unterbrechung durch den Utah-Krieg und die anschließende Besetzung des Utah-Territoriums durch Bundestruppen, regelmäßig ab 1862. Große Veranstaltungen gab es zum hundertjährigen Jubiläum im Jahr 1947 und zum 150. Jahrestag im Jahr 1997.